# محمد رضا خلعتبري
محمد رضا خلعتبري (بالفارسية: محمدرضا خلعتبری)، من مواليد 14 سبتمبر 1983 هو لاعب كرة قدم إيراني و نادي برسبوليس، ويلعب كمهاجم لصالح الوصل الإماراتي.
لعب خلعتبري مع نادي ذوب آهن 5 مواسم ثم انتقل لنادي الغرافة القطري لكن لم يقضِ معه أكثر من سبعة أشهر وقد انتقل لنادي الوصل عام 2012 ضمن حركة الانتقالات الشتوية.

## الإنجازات

### الأندية
- دوري المحترفين الإيراني
  - الوصيف: 2
    - 2008/09 مع ذوب آهن
    - 2009/10 مع ذوب آهن
- كأس حذفي
  - الفائز: 1
    - 2009 مع ذوب آهن

  - الوصيف: 1
    - 2005 مع أبو مسلم
- دوري أبطال آسيا 2010 الوصيف

### دولية
- بطولة اتحاد غرب آسيا لكرة القدم الفائز: 1
  - 2008

### فردية
- دوري المحترفين الإيراني
  - 2008/09 أفضل ممرر بتسع تمريرات، بالاشتراك مع إسماعيل فرهادي وإيفان بتروفيتش، ذوب آهن

## روابط خارجية
- محمد رضا خلعتبري على موقع الاتحاد الدولي (مؤرشف)  (الإنجليزية)
- محمد رضا خلعتبري على موقع قاعدة بيانات كرة القدم.إي يو (الإنجليزية)
- محمد رضا خلعتبري على موقع ناشيونال فوتبول تيمز (الإنجليزية)
- محمد رضا خلعتبري على موقع Soccerway.com (الإنجليزية)
- محمد رضا خلعتبري على موقع عالم كرة القدم.نت (الإنجليزية)
- محمد رضا خلعتبري على موقع AS.com (الإسبانية)